# Кредер, Раймонд
Раймонд Кредер (нидерл. Raymond Kreder, род. 26 ноября 1989 в Зевенхёйзен-Муркапелле, Южная Голландия, Нидерланды) — нидерландский профессиональный шоссейный велогонщик. С 2018 года выступает за японскую континентальную команду «UKYO».

## Достижения
2010
1-й — Этап 3 Каскейд Классик
2012
1-й — Этап 2 Тур Норвегии
3-й ПроРейс Берлин
2014
1-й Велотон Берлин
1-й — Этап 1 Тур де Эна
10-й Ваттенфаль Классик
2016
3-й Чемпионат Фландрии
2017
3-й Дорпеномлоп Рюкфен
2018
Тур Кореи
1-й  Очковая классификация
1-й — Этап 5
1-й  Очковая классификация Тур Хайнаня
1-й — Этап 1 Тур Таиланда
2-й Тур Тотиги
1-й  Очковая классификация
1-й — Этап 3
2019
1-й  Тур Тотиги
1-й  Очковая классификация
1-й — Этап 3
2-й Стер ван Зволле

## Статистика выступлений

### Гранд-туры
| Гонка           | 2012 |
| --------------- | ---- |
| Джиро д'Италия  | —    |
| Тур де Франс    | —    |
| Вуэльта Испании | 172  |